# Заикин, Георгий Юрьевич
Георгий Юрьевич Заикин (род. 9 ноября 1976, Астрахань, СССР) — российский гандболист; тренер и функционер. Мастер спорта России международного класса.

## Карьера
Воспитанник астраханской СДЮСШОР им. В.А. Гладченко (первый тренер — Алексей Пчеляков)
Выступал до 2006 года за «Лукойл-Динамо», затем 6 лет провёл в Португалии. Потом вернулся в Астрахань в «Зарю Каспия».
Участник Чемпионата Мира-2005 в составе сборной России.
По окончании карьеры стал главным тренером «Динамо» (Астрахань), потом был главным тренером команды «Астраханочка». В 2019 году возглавил женскую сборную Казахстан, которую позже покинул ради работы в команде СКИФ. В конце 2020 года покинул СКИФ, а летом 2021 года вошёл в тренерский штаб Олега Ходькова в ЦСКА.
Женат на бывшей гандболистке «Астраханочки» Людмиле Постновой трёхкратной чемпионке мира, лучшим бомбардиром Сборной России за всё время

## Достижения
Как игрок
- Чемпион Португалии: 2007/08
- Обладатель Кубка Португалии: 2010,2011.
- Серебряный призёр Кубка ЕГФ: 2002/2003
- Серебряный призёр Кубка Челлендж ЕГФ
- Многократный серебряный и бронзовый призёр Чемпионата России

Как тренер
- Бронзовый призёр Чемпионата России (жен.): 2018 Астраханочка
- Чемпион России 2023 с командой Цска